# Zosterops flavifrons
El anteojitos frentigualdo (Zosterops flavifrons) es una especie de ave paseriforme de la familia Zosteropidae endémica de Vanuatu.

## Descripción
El anteojitos frentigualdo mide entre 11–12 cm de largo. El macho adulto tiene las partes superiores de color verde amarillento, salvo la frente que es de color amarillo intenso. Sus partes inferiores son de color amarillo o de color verde amarillento según la subespecie. Presenta un anillo ocular blanco. Sus patas son de color gris oscuro y su pico es marrón en la parte superior y rosado en la inferior. Las hembras y los inmaduros son similares pero de tonos más apagados. Los inmaduros además tienen el anillo ocular más estrecho.

## Taxonomía
Fue descrito científicamente por el naturalista alemán Johann Friedrich Gmelin en 1789. Se reconocen siete subespecies:
- Zosterops flavifrons flavifrons - ocupa Tanna;
- Zosterops flavifrons gauensis - presente en Gau;
- Zosterops flavifrons perplexus - se encuentra en Vanua Lava;
- Zosterops flavifrons brevicauda - se extiende por Malo y Espíritu Santo;
- Zosterops flavifrons macgillivrayi - ocupa Malakula;
- Zosterops flavifrons efatensis - se extiende por Nguna, Efate y Erromanga;
- Zosterops flavifrons majusculus - Anatom.

## Distribución y hábitat
Las siete subespecies se distribuyen por casi todo el archipiélago de Vanuato, desde las islas Banks en el norte hasta Anatom por el sur. La especie ocupa varios hábitats isleños como el bosque, las plantaciones y jardines, desde el nivel del mar a las montañas.

## Comportamiento
Se alimenta en los árboles y arbustos, entre los que se desplaza en parejas o pequeñas bandadas. Su dieta se compone de insectos, néctar y frutos, como los de las lantanas e higos.
Su nido en forma de cuenco se construye a más de 2,5 metros de altura. Está hecho de hierba, trozos de cortezas y tela de araña. La puesta suele componerse de tres huevos, de color blanco azulado.